# Süreyya Ayhan
Süreyya Ayhan (Korgun, 6 settembre 1978) è un'ex mezzofondista turca, specializzata nei 1500 metri piani.

## Biografia
Suo padre era un atleta dilettante di corsa campestre. Quando Süreyya ha cominciato a praticare atletica leggera, con le scuole medie, egli era sia un modello che un sostenitore. Nel 1992 cominciò a correre per la società del suo paese. Ha frequentato la Kahramanmaraş Sütçü İmam Üniversitesi in sport ed educazione fisica. Attualmente si allena a Gaziantep e detiene il record turco negli 800 metri ( con 2:00:64) e 1500 metri (3:55:33). Con le Olimpiadi del 2000 a Sydney è diventata la prima donna turca a raggiungere una semifinale olimpica. L'anno successivo, nel 2001 divenne la prima donna turca a raggiungere una finale mondiale. Nel 2002 e 2003 è stata la migliore donna europea sui 1500 m. Prima dei mondiali a Monaco di Baviera, Ayhan conosciuta solo in Turchia. Nel 2002, oltre ad aver vinto la medaglia d'oro agli europei, fu nominata atleta femminile dell'anno, poiché era in cima alla classifica mondiale sui 1500 metri.

### Doping
Süreyya Ayhan era una delle migliori speranze per la Turchia per una medaglia alle Olimpiadi di Atene 2004, ma si è dovuta ritirare per un infortunio al tendine durante una preparazione in Germania. Alcuni però la accusarono di doping  poiché si sottrasse in un test fattole prima delle Olimpiadi. La IAAF la scagionarono dalle accuse di doping ma ha detto che l'atleta aveva infranto le regole di prova, e lei è stata squalificata per due anni.
Dopo la squalifica tornò a gareggiare, ma le fu fatto un test anti-doping dove risultò positiva. Con questo secondo reato inizialmente ricevette la squalifica a vita, ma in seguito fu ridotta a soli 4 anni.
Nel novembre 2009, però, le è stato riconfermato il divieto a vita.

### Dediche
Il 26 maggio 2003, il turco Mint ha emesso una moneta commemorativa col valore di 10 dollari in onore degli europei del 2002, dove vinse il titolo nei 1500 metri.
Inoltre dalla Posta Turca fu stampato un francobollo commemorativo per i Giochi olimpici di Atene con una foto di Süreyya Ayhan, entrato in circolazione il 13 agosto 2004.

## Palmarès

### Campionati mondiali di atletica leggera
- Medaglia d'argento a Parigi nel 2003
- 8º a Edmonton nel 2001

### Campionati europei di atletica leggera
- Medaglia d'oro a Monaco di Baviera nel 2002

### Giochi del Mediterraneo
- Medaglia d'argento a Tunisi nel 2001

## Riconoscimenti
- Atleta europea dell'anno (2002)